# 普伊勒莫尼亚勒
普伊勒莫尼亚勒（法語：Pouilly-le-Monial，法語發音：[puji lə mɔnjal]）是法国罗讷省的一个旧市镇，属于索恩河畔自由城区。2017年，普伊勒莫尼亚勒与市镇列尔格合并为新市镇金石门镇，普伊勒莫尼亚勒为新市镇行政中心。

## 地理
普伊勒莫尼亚勒（45°57'26"N, 4°38'48"E）面积3.81 平方千米，位于法国奥弗涅-罗讷-阿尔卑斯大区罗讷省，该省份为法国中东部省份，北起顺时针与索恩-卢瓦尔省、安省、里昂大都会、伊泽尔省和卢瓦尔省接壤。
与普伊勒莫尼亚勒接壤的市镇（或旧市镇、城区）包括：雅尔尼乌、列尔格、泰泽。
普伊勒莫尼亚勒的时区为UTC+01:00、UTC+02:00（夏令时）。

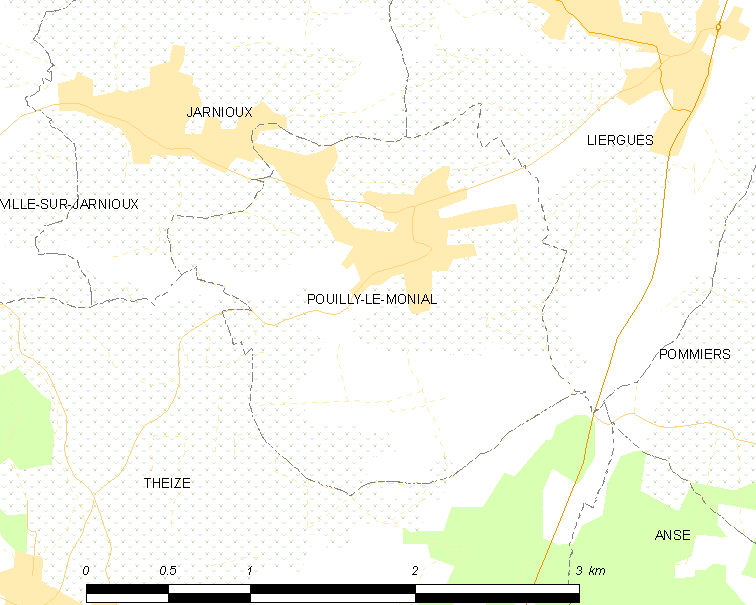
普伊勒莫尼亚勒的OSM定位图

## 行政
普伊勒莫尼亚勒的邮政编码为69400，INSEE市镇编码为69159。

## 政治
普伊勒莫尼亚勒所属的省级选区为瓦勒德万县。

## 人口

1962-2008年间普伊勒莫尼亚勒人口变化图示

普伊勒莫尼亚勒于2018年1月1日时的人口数量为992人。